# El Venturero Santa María Aranzazú
El Venturero Santa María Aranzazú är en ort i Mexiko.   Den ligger i kommunen Villa Guerrero och delstaten Mexiko, i den sydöstra delen av landet, 70 km sydväst om huvudstaden Mexico City. El Venturero Santa María Aranzazú ligger 2 425 meter över havet och antalet invånare är 459.
Terrängen runt El Venturero Santa María Aranzazú är huvudsakligen kuperad, men åt nordväst är den bergig. Runt El Venturero Santa María Aranzazú är det ganska tätbefolkat, med 207 invånare per kvadratkilometer. Närmaste större samhälle är Tenango de Arista, 12,6 km nordost om El Venturero Santa María Aranzazú. Omgivningarna runt El Venturero Santa María Aranzazú är en mosaik av jordbruksmark och naturlig växtlighet.